# Copestylum viola
Copestylum viola är en tvåvingeart som först beskrevs av Hull 1944.  Copestylum viola ingår i släktet Copestylum och familjen blomflugor. Inga underarter finns listade i Catalogue of Life.